# هیداکی ایکماتسو
هیداکی ایکماتسو (انگلیسی: Hideaki Ikematsu؛ زادهٔ ۱۰ ژانویهٔ ۱۹۸۶) بازیکن فوتبال اهل ژاپن است.